# Geosaurinae
Geosaurinae („Zemští ještěři“) je podčeleď dávno vyhynulých krokodýlovitých mořských plazů příbuzných dnešním krokodýlům. Spadali do kladu Thalattosuchia a čeledi Metriorhynchidae a byli velmi dobře anatomicky a fyziologicky adaptovaní na život v mořích. Žili v období střední jury až rané křídy, zhruba před 168 až 135 miliony let v mořích téměř celého světa. Známým zástupcem této skupiny je například rod Dakosaurus, známý i z Evropy. Podčeleď Geosaurinae stanovil formálně roku 1889 britský paleontolog Richard Lydekker.

## Popis a význam

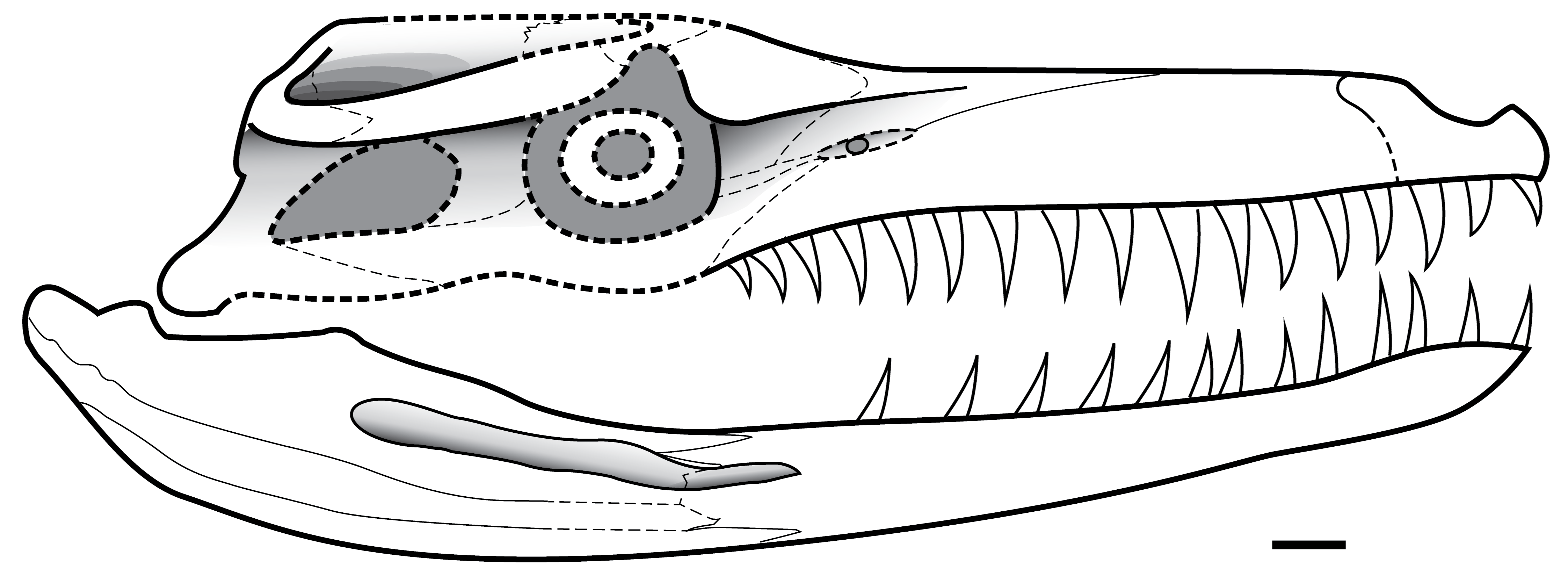
Plesiosuchus - rekonstrukce lebky.

Tito mořští krokodýlovití plazi dosahovali obvykle délky asi 4 až 7 metrů a vykazovali velké množství pokročilých adaptací (anatomických a fyziologických přizpůsobení) pro život v mořích. Mezi tyto adaptace mohla patřit i přítomnost zpětně "uzavíratelných" nozder.
Zajímavým anatomickým znakem metriorhynchidů byla výrazná vertikální ocasní ploutev, připomínající ploutve žraloků. Jejich pádlovité končetiny byly relativně krátké a v průběhu vývoje tito plazi ztratili osteodermy (zkostnatělé destičky, pokrývající tělo). Jedná se o jedinou známou skupinu celého kladu Archosauria, u nichž došlo ke kompletnímu přechodu do moře a stali se pelagickými formami.
Velcí zástupci této skupiny představovali dominantní predátory ve svých ekosystémech, kde soupeřili s velkými zástupci nepříbuzných mořských plazů ze skupiny Plesiosauria.

## Zástupci

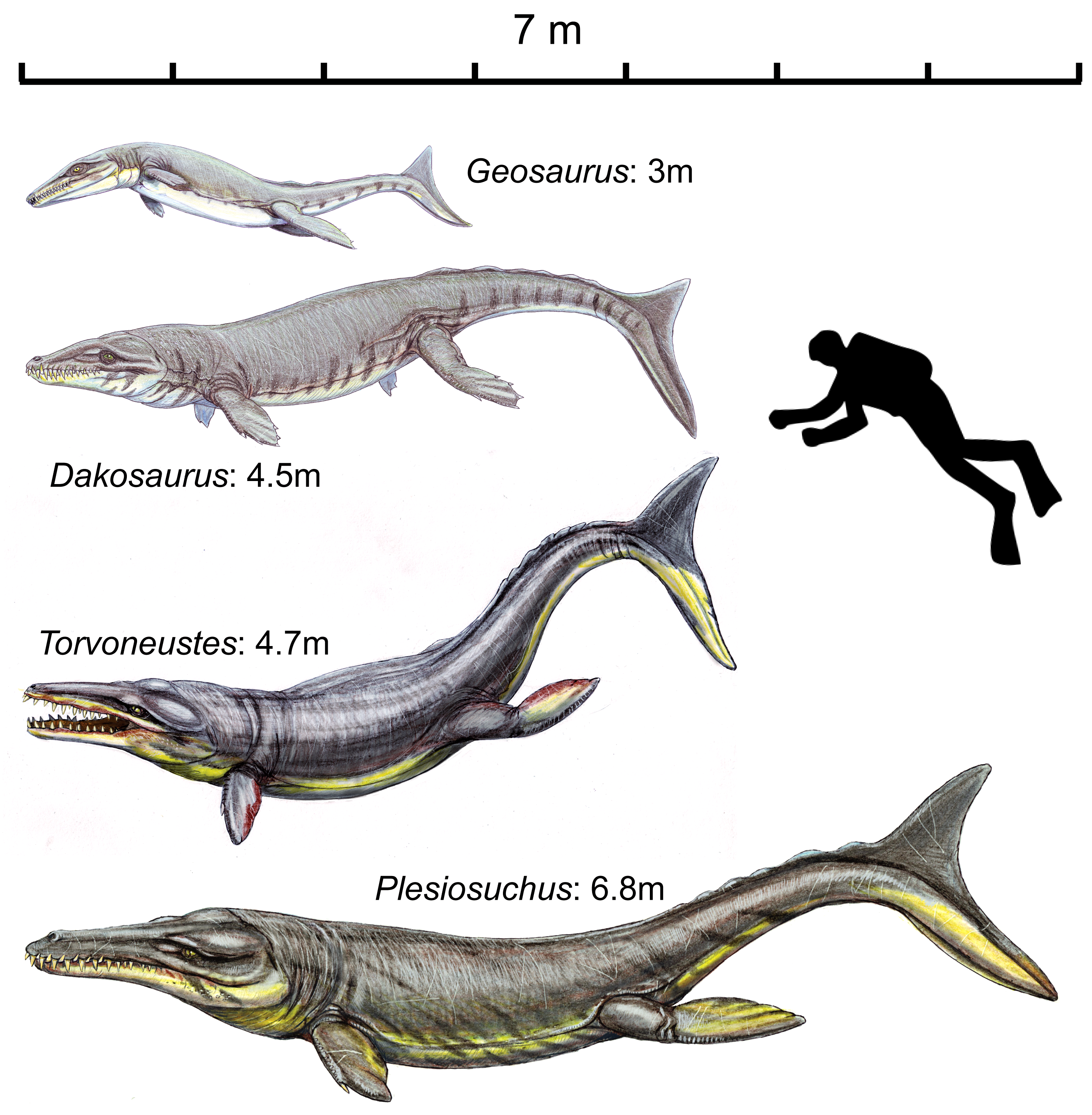
Zástupci podčeledi Geosaurinae ve velikostním porovnání s člověkem.

- Neptunidraco
- Purranisaurus
- "Nižší klad"
  - Torvoneustes
  - Tyrannoneustes
- Geosaurini
  - Aggiosaurus
  - "Dakosaurina"
    - Dakosaurus

  - Geosaurina
    - Geosaurus
    - Ieldraan

  - Plesiosuchina
    - Plesiosuchus
    - Suchodus

## České objevy

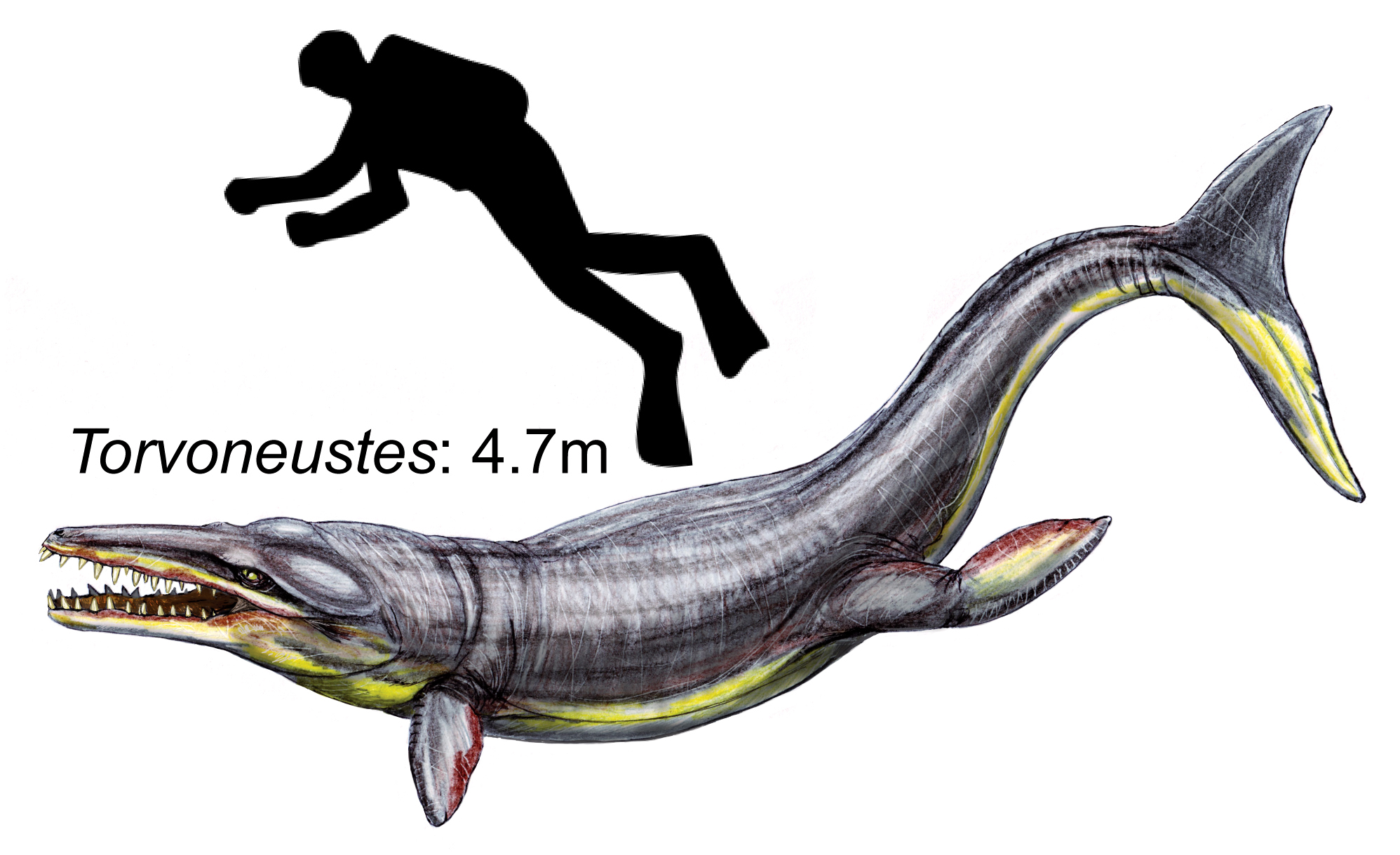
Rekonstrukce rodu Torvoneustes, jehož vývojový příbuzný žil kdysi na území současné České republiky.

Zástupci této skupiny žili v období rané křídy (věk hauteriv, asi před 133 miliony let) také na území dnešní České republiky. Jejich fosilní zuby byly objeveny patrně na začátku 20. století ve vápencových masivech v okolí Štramberka. Objeveny byly pouze fosilní zuby, uložené nejpozději od roku 1912 v Přírodovědeckém muzeu ve Vídni. Jednalo se patrně o vývojové příbuzné rodů Plesiosuchus a Torvoneustes, dosahující délky mezi 4 a 6 metry.
Vedoucím odborné studie, která tyto metriorhynchidy v květnu roku 2021 popsala, je český paleontolog Daniel Madzia. Na základě samotných fosilních zubů však není možné stanovit přesné zařazení do rodu a druhu, k tomu budou nezbytné případné další fosilní objevy.